# Piz Glims
Piz Glims är en bergstopp i Schweiz.   Den ligger i regionen Engiadina Bassa/Val Müstair och kantonen Graubünden, i den östra delen av landet, 200 km öster om huvudstaden Bern. Toppen på Piz Glims är 2 868 meter över havet, eller 70 meter över den omgivande terrängen. Bredden vid basen är 0,45 km.
Terrängen runt Piz Glims är huvudsakligen bergig, men västerut är den kuperad. Närmaste större samhälle är Davos, 17,7 km väster om Piz Glims. 
Trakten runt Piz Glims består i huvudsak av gräsmarker. Runt Piz Glims är det mycket glesbefolkat, med 5 invånare per kvadratkilometer.